# Zgornja vesca
Zgornja vesca (nemško Oberdörfl) je naselje v Občini Bilčovs v Okraju Celovec-dežela na Koroškem v Avstriji.